# Manuel Barrera
Manuel Barrera Torres, apodado La Muerte, fue un pelotari mexicano. Durante el Campeonato del Mundo de Pelota Vasca de 1952 ganó la medalla de plata en la especialidad de Cesta punta junto a Fernando Pareyón tras ser derrotado por los españoles M. Balet y J. Balet. 